# Heinrich Jürs
Heinrich Friedrich Johann Jürs (Altona/Elbe, 17 januari 1897 - bij Gemeinde Bach/Lechtal, 28 april 1945) was een Duitse officier en SS-Gruppenführer (generaal-majoor) en Generalleutnant in de politie en de Waffen-SS tijdens de Tweede Wereldoorlog. 

## Leven
Op 17 januari 1897 werd Heinrich Jürs geboren in Altona aan de Elbe. Hij werd opgeleid tot machinist voordat hij het leger in ging.

### Eerste Wereldoorlog
Op 31 augustus 1914 meldde Jürs zich al Kriegsfreiwilliger (oorlogsvrijwilliger) aan in het Deutsches Heer. Hij werd geplaatst in het Ersatz eskadron van het Dragoner-Regiment „König Karl I. von Rumänien“ (1. Hannoversches) Nr. 9. Vanaf 17 januari 1915 werd hij overgeplaatst naar het 2e eskadron van het Dragoner-Regiment „König Karl I. von Rumänien“ (1. Hannoversches) Nr. 9. Vervolgens werd Jürs ingezet in het MG-compagnie in zijn eigen regiment. In oktober 1916 werd hij bevorderd tot Unteroffizier der Reserve (sergeant in de militaire reserve). Na zijn bevordering werd hij geplaatst in het 1. (MG)/Scharfschützen Abt 78. Op 9 september 1918 werd Jürs ingezet in het Flieger Ersatz Abteilung 11, en werd voor opleiding naar de Fliegerschule Hundsfeld gestuurd. Op 4 januari 1919 volgde Jürs' zijn demobilisatie. 

### Interbellum
Na zijn demobilisatie, trad Jürs in juni 1919 in dienst van de Hamburgse Schutzpolizei. In 1924 volgde zijn bevorderd tot Polizeioberwachtmeister (vergelijkbaar met een sergeant). 
Op 19 november 1927 trouwde hij met Mararethe Mönkemeier. Het echtpaar kreeg een zoon (10 juli 1932) en een dochter (1 januari 1940). Vanaf 1928 tot 1931 werkte Jürs voor een korte tijd als chauffeur van een autoverhuurbedrijf. In maart 1931 werd hij lid van de Sturmabteilung, die hij in maart van dat jaar weer verliet. Hierna werd Jürs op 1 juni 1931 ook lid van de Nationaalsocialistische Duitse Arbeiderspartij (NSDAP) en drie maanden later werd hij ook lid van de Schutzstaffel (SS), en werd als SS-Anwärter (SS-kandidaat) ingeschaald. In 1932 werd Jürs bevorderd tot SS-Scharführer (sergeant). In juni van hetzelfde jaar werd hij commandant van de 5e Sturm in de 1e Sturmbann van de 28. SS-Standarte wat in Hamburg gestationeerd was. Op 10 oktober 1932 werd Jürs bevorderd tot SS-Truppführer (sergeant der 1e klasse). 
In januari 1933 volgde zijn aanstelling tot officier, en werd bevorderd SS-Sturmführer (tweede luitenant). Aan het einde van het jaar, volgde zijn bevordering tot SS-Obersturmführer (eerste luitenant). Hierna werd Jürs benoemd tot commandant van de III.Sturmbann in het 28.SS-standarte. Eind 1933 volgde zijn bevordering tot SS-Sturmhauptführer (kapitein). Vanaf 22 februari 1934 tot 20 maart 1935 was hij commandant van de 9.SS-Standarte. In 1934 kreeg Jürs nog twee bevorderingen. Als SS-Obersturmbannführer (luitenant-kolonel) werd hij benoemd tot commandant van de SS-Abschnitte XIV in de SS-Oberabschnitte Nordwest. De SS-Abschnitte XIV was gestationeerd in Bremen.
In 1935 tot 1 januari 1937 was Jürs lid van de Raad van State in Bremen. Op 20 maart 1935 werd hij bevorderd tot SS-Standartenführer (kolonel) en benoemd tot commandant van de SS-Abschnitt XIV. Ruim een jaar later volgde de bevordering tot SS-Oberführer. Hierna werd Jürs geplaatst in het SS-Rasse und Siedlungshauptamt (RuSHA). Na zijn het werk in het RuSHA, werd hij geplaatst in de SS-Oberabschnitte Süd. Hierna functioneerde Jürs als verbindingsleider voor de Gauheimstättenämter van de SS-Oberabschnitte Süd. Op 14 november 1938 werd hij benoemd tot commandant van de SS-Abschnitt XXXII. In 1939 werd Jürs bevorderd tot SS-Brigadeführer (brigadegeneraal). Vanaf 1 maart 1939 tot 15 maart 1939 was hij plaatsvervangend leider van het SS-Oberabschnitte Süd.

### Tweede Wereldoorlog
Hierna volgde zijn aanstelling in Amt III in het SS-Hauptamt (SS-HA). Deze functie oefende hij uit tot 1 augustus 1940. Op 1 oktober 1940 volgde zijn benoeming tot chef van de personeelsafdeling in het Amt Ergänzungsamt der Waffen-SS (Waffen-SS versterkingen). Tegelijk werd Jürs opgenomen in de Waffen-SS, en kreeg de rang van een SS-Standartenführer (kolonel). Hierna werd hij benoemd tot chef van het Amt I en Amt II in het SS-Hauptamt. Vanaf 28 februari 1941 tot het einde van de oorlog was Jürs als permanent plaatsvervanger van het SS-Hauptamt ingezet. Op 30 januari 1942 werd hij bevorderd tot Generalmajor der Polizei (brigadegeneraal in de politie). Hierna volgde zijn aanstelling als chef van de Amtsgruppe B, en later van het Amt B1 in het SS-Hauptamt (SS-HA). Als chef van Amtsgruppe B, was hij verantwoordelijk voor de Arbeitseinsatz van de Italiaans militairen die geïnterneerde waren. Op 21 juni 1943 werd Jürs tegelijk bevorderd tot SS-Gruppenführer en Generalleutnant der Polizei (luitenant-generaal in de politie).  Vanaf 27 september 1944 tot zijn dood, was Jürs opstellingscommandant van de 29. Waffen-Grenadier-Division der SS (russische Nr. 1). In de tussenliggende periode werd hij bevorderd tot Generalleutnant der Waffen-SS (luitenant-generaal in de Waffen-SS).

#### Dood
Over Jürs zijn overlijden bestaan drie verschillende versies:
- Heinrich Jürs werd met zijn vrouw en chauffeur doodgeschoten door twee lokale bewoners, toen hij op de vlucht naar zijn jachthuis in de Lechtal/Tirol was.
- Op 28 april 1945 kreeg Jürs een auto-ongeval bij Gemeinde Bach/Lechtal, Derde Rijk, en kwam hierbij om het leven.[3][4][10][11]
- Jürs sneuvelde tijdens gevechten bij Pflach, Oostenrijk in commando over de 29. Waffen-Grenadier-Division der SS (russische Nr. 1).[12]

## Carrière
Jürs bekleedde verschillende rangen in zowel de Deutsches Heer als Allgemeine-SS. De volgende tabel laat zien dat de bevorderingen niet synchroon liepen.
| Datums            | Deutsches Heer            | Politie                     | Sturmabteilung | Allgemeine-SS          | Waffen-SS                     |
| ----------------- | ------------------------- | --------------------------- | -------------- | ---------------------- | ----------------------------- |
| 31 augustus 1914  | Kriegsfreiwilliger        | —                           | —              | —                      | —                             |
| Oktober 1916      | Unteroffizier der Reserve | —                           | —              | —                      | —                             |
| 1924              | —                         | Polizei-Oberwachtmeister    | —              | —                      | —                             |
| Maart 1931        | —                         | —                           | SA-Mann        | —                      | —                             |
| 11 september 1931 | —                         | —                           | —              | SS-Anwärter            | —                             |
| 1932              | —                         | —                           | —              | SS-Scharführer         | —                             |
| 10 oktober 1933   | —                         | —                           | —              | SS-Truppführer         | —                             |
| 30 januari 1933   | —                         | —                           | —              | SS-Sturmführer         | —                             |
| 3 september 1933  | —                         | —                           | —              | SS-Obersturmführer     | —                             |
| 24 december 1933  | —                         | —                           | —              | SS-Sturmhauptführer    | —                             |
| 12 april 1934     | —                         | —                           | —              | SS-Sturmbannführer     | —                             |
| 17 juni 1934      | —                         | —                           | —              | SS-Obersturmbannführer | —                             |
| 20 maart 1935     | —                         | —                           | —              | SS-Standartenführer    | —                             |
| 30 januari 1936   | —                         | —                           | —              | SS-Oberführer          | —                             |
| 30 januari 1939   | —                         | —                           | —              | SS-Brigadeführer       | —                             |
| 30 januari 1942   | —                         | Generalmajor der Polizei    | —              | —                      | —                             |
| 21 juni 1943      | —                         | Generalleutnant der Polizei | —              | SS-Gruppenführer       | —                             |
| 1 juli 1944       | —                         | —                           | —              | —                      | Generalleutnant der Waffen-SS |

## Lidmaatschapsnummers
- NSDAP-nr.: 575 102[10][14] (lid geworden 1 juni 1931[3][11])
- SS-nr.: 11 362[10][14] (lid geworden 8 juli 1931[11] - 11 september 1931[3])

## Onderscheidingen
Selectie:
- IJzeren Kruis 1914, 1e Klasse[10] (12 juni 1918[3][2]) en 2e Klasse[10] (24 mei 1917[3][2])
- Gewondeninsigne 1918 in zwart[10] op 30 september 1918[3][2]
- Kruis voor Oorlogsverdienste, 1e Klasse (20 april 1942[3][2]) en 2e Klasse (1 september 1941[3][2]) met Zwaarden
- Orde van het Vrijheidskruis (Finland), 1e Klasse met Zwaarden[10] op 13 mei 1943[3][2]